# کنینگتن استریم
کنینگتن استریم (به انگلیسی: Kennington Stream) رودخانه‌ای است که در انگلستان جریان دارد.